# Schwimmeuropameisterschaften 1970
Die 12. Schwimmeuropameisterschaften fanden vom 5. bis 13. September 1970 in Barcelona statt und wurden von der Ligue Européenne de Natation (LEN) veranstaltet.
Die Schwimmeuropameisterschaften 1970 beinhalteten Wettbewerbe im Schwimmen, Kunst- und Turmspringen sowie das Wasserballturnier der Männer.

## Beckenschwimmen

### Ergebnisse Männer
| Wettbewerb                 | Gold                                      | Gold    | Silber                                    | Silber  | Bronze                                  | Bronze  |
| -------------------------- | ----------------------------------------- | ------- | ----------------------------------------- | ------- | --------------------------------------- | ------- |
| 100 m Freistil             | Michel Rousseau Frankreich                | 52.9    | Roland Matthes DDR                        | 53.5    | Georgijs Kuļikovs Sowjetunion           | 53.7    |
| 200 m Freistil             | Hans Fassnacht Bundesrepublik Deutschland | 1:55.2  | Gunnar Larsson Schweden                   | 1:55.7  | Georgijs Kuļikovs Sowjetunion           | 1:56.6  |
| 400 m Freistil             | Gunnar Larsson Schweden                   | 4:02.6  | Hans Fassnacht Bundesrepublik Deutschland | 4:03.0  | Santiago Esteva Spanien                 | 4:08.3  |
| 1500 m Freistil            | Hans Fassnacht Bundesrepublik Deutschland | 16:19.9 | Werner Lampe Bundesrepublik Deutschland   | 16:25.6 | Santiago Esteva Spanien                 | 16:35.7 |
| 100 m Rücken               | Roland Matthes DDR                        | 58.9    | Santiago Esteva Spanien                   | 59.9    | Bob Schoutsen Niederlande               | 1:00.4  |
| 200 m Rücken               | Roland Matthes DDR                        | 2:08.8  | Santiago Esteva Spanien                   | 2:09.7  | Volker Werner DDR                       | 2:11.5  |
| 100 m Brust                | Nikolai Pankin Sowjetunion                | 1:06.8  | Roger-Philippe Menu Frankreich            | 1:07.8  | Rolf Klees Bundesrepublik Deutschland   | 1:08.1  |
| 200 m Brust                | Klaus Katzur DDR                          | 2:26.0  | Nikolai Pankin Sowjetunion                | 2:26.1  | Walter Kusch Bundesrepublik Deutschland | 2:28.2  |
| 100 m Schmetterling        | Hans Lampe Bundesrepublik Deutschland     | 57.5    | Udo Poser DDR                             | 57.9    | Wladimir Nemschilow Sowjetunion         | 58.0    |
| 200 m Schmetterling        | Udo Poser DDR                             | 2:08.0  | Folkert Meeuw Bundesrepublik Deutschland  | 2:08.2  | Hartmut Flöckner DDR                    | 2:09.6  |
| 200 m Lagen                | Gunnar Larsson Schweden                   | 2:09.3  | Matthias Pechmann DDR                     | 2:13.6  | Hans Ljungberg Schweden                 | 2:14.3  |
| 400 m Lagen                | Gunnar Larsson Schweden                   | 4:36.2  | Hans Fassnacht Bundesrepublik Deutschland | 4:36.9  | Matthias Pechmann DDR                   | 4:40.6  |
| 4 × 100 m Freistil Staffel | Sowjetunion                               | 3:32.3  | BR Deutschland                            | 3:34.1  | Deutsche Demokratische Republik         | 3:34.6  |
| 4 × 200 m Freistil Staffel | BR Deutschland                            | 7:49.5  | Sowjetunion                               | 7:52.8  | Deutsche Demokratische Republik         | 7:54.5  |
| 4 × 100 m Lagen Staffel    | Deutsche Demokratische Republik           | 3:54.4  | Frankreich                                | 3:57.6  | Sowjetunion                             | 3:58.0  |

### Ergebnisse Frauen
| Wettbewerb                 | Gold                              | Gold   | Silber                                   | Silber | Bronze                                    | Bronze |
| -------------------------- | --------------------------------- | ------ | ---------------------------------------- | ------ | ----------------------------------------- | ------ |
| 100 m Freistil             | Gabriele Wetzko DDR               | 59.6   | Mirjana Šegrt Jugoslawien                | 1:00.8 | Alex Jackson Großbritannien               | 1:00.8 |
| 200 m Freistil             | Gabriele Wetzko DDR               | 2:08.2 | Mirjana Šegrt Jugoslawien                | 2:11.9 | Yvonne Nieber DDR                         | 2:12.8 |
| 400 m Freistil             | Elke Sehmisch DDR                 | 4:32.9 | Gunilla Jonsson Schweden                 | 4:36.8 | Karin Tülling DDR                         | 4:38.0 |
| 800 m Freistil             | Karin Neugebauer DDR              | 9:29.1 | Linda de Boer Niederlande                | 9:35.7 | Novella Calligaris Italien                | 9:38.8 |
| 100 m Rücken               | Tinatin Lekweischwili Sowjetunion | 1:07.8 | Andrea Gyarmati Ungarn                   | 1:07.9 | Jacobje Buter Niederlande                 | 1:08.5 |
| 200 m Rücken               | Andrea Gyarmati Ungarn            | 2:40.8 | Barbara Hofmeister DDR                   | 2:26.6 | Tinatin Lekweischwili Sowjetunion         | 2:27.1 |
| 100 m Brust                | Galina Stepanowa Sowjetunion      | 1:15.6 | Uta Frommater Bundesrepublik Deutschland | 1:16.9 | Alla Grebennikowa Sowjetunion             | 1:16.9 |
| 200 m Brust                | Galina Stepanowa Sowjetunion      | 2:40.7 | Alla Grebennikowa Sowjetunion            | 2:43.5 | Dorothy Harrison Großbritannien           | 2:45.6 |
| 100 m Schmetterling        | Andrea Gyarmati Ungarn            | 1:05.0 | Helga Lindner DDR                        | 1:05.6 | Edeltraud Koch Bundesrepublik Deutschland | 1:05.8 |
| 200 m Schmetterling        | Helga Lindner DDR                 | 2:20.2 | Mirjana Šegrt Jugoslawien                | 2:24.5 | Evelyn Stolze DDR                         | 2:25.6 |
| 200 m Lagen                | Martina Grunert DDR               | 2:26.6 | Evelyn Stolze DDR                        | 2:29.3 | Shelagh Ratcliffe Großbritannien          | 2:29.6 |
| 400 m Lagen                | Evelyn Stolze DDR                 | 5:07.9 | Brigitte Schuchardt DDR                  | 5:18.3 | Shelagh Ratcliffe Großbritannien          | 5:19.6 |
| 4 × 100 m Freistil Staffel | Deutsche Demokratische Republik   | 4:00.8 | Ungarn                                   | 4:02.7 | Schweden                                  | 4:07.4 |
| 4 × 100 m Lagen Staffel    | Deutsche Demokratische Republik   | 4:30.1 | Sowjetunion                              | 4:31.3 | BR Deutschland                            | 4:33.4 |

## Kunst- und Turmspringen

### Ergebnisse Männer
| Wettbewerb | Gold                     | Silber                | Bronze                      |
| ---------- | ------------------------ | --------------------- | --------------------------- |
| 3 m        | Giorgio Cagnotto Italien | Klaus Dibiasi Italien | Wladimir Wassin Sowjetunion |
| 10 m       | Lothar Matthes DDR       | Klaus Dibiasi Italien | Giorgio Cagnotto Italien    |

### Ergebnisse Frauen
| Wettbewerb | Gold                             | Silber             | Bronze                      |
| ---------- | -------------------------------- | ------------------ | --------------------------- |
| 3 m        | Heidi Becker DDR                 | Marina Janicke DDR | Tamara Safonowa Sowjetunion |
| 10 m       | Milena Duchková Tschechoslowakei | Marina Janicke DDR | Sylvia Fiedler DDR          |

## Wasserball

### Ergebnisse Männer
| Wettbewerb | Gold        | Silber | Bronze      |
| ---------- | ----------- | ------ | ----------- |
| Mannschaft | Sowjetunion | Ungarn | Jugoslawien |

## Medaillenspiegel
| Medaillenspiegel | Medaillenspiegel                | Medaillenspiegel | Medaillenspiegel | Medaillenspiegel | Medaillenspiegel |
| Rang             | Nation                          | Goldmedaille     | Silbermedaille   | Bronzemedaille   | gesamt           |
| ---------------- | ------------------------------- | ---------------- | ---------------- | ---------------- | ---------------- |
| 1                | Deutsche Demokratische Republik | 16               | 9                | 9                | 34               |
| 2                | Sowjetunion                     | 6                | 4                | 8                | 18               |
| 3                | BR Deutschland                  | 4                | 6                | 4                | 14               |
| 4                | Schweden                        | 3                | 2                | 2                | 7                |
| 5                | Ungarn                          | 2                | 3                | –                | 5                |
| 6                | Italien                         | 1                | 2                | 2                | 5                |
| 7                | Frankreich                      | 1                | 2                | –                | 3                |
| 8                | Tschechoslowakei                | 1                | –                | –                | 1                |
| 9                | Jugoslawien                     | –                | 3                | 1                | 4                |
| 10               | Spanien                         | –                | 2                | 2                | 4                |
| 11               | Niederlande                     | –                | 1                | 2                | 3                |
| 12               | Vereinigtes Königreich          | –                | –                | 4                | 4                |
| ––               | insgesamt                       | 34               | 34               | 34               | 102              |